# Howard Marion-Crawford
Howard Marion-Crawford (Londres, 17 de gener de 1914 - 24 de novembre de 1969), net de l'escriptor F. Marion Crawford, va ser un actor anglès, conegut especialment per la seva representació del doctor Watson en l'adaptació televisiva de Sherlock Holmes del 1954. En 1948, Marion-Crawford va interpretar Holmes que havia representat tant a Holmes com a Watson. També és conegut per la seva representació del Dr. Petrie en la sèrie de pel·lícules de Fu Manchu de baix pressupost de la dècada del 1960, i interpretant Paul Temple als serials de ràdio de la BBC.

## Carrera
Howard Marion-Crawford era el fill d'un oficial dels Irish Guards morts durant la Primera Guerra Mundial. Després d'haver assistit a Clifton College va assistir a RADA i va començar una carrera a la ràdio. La seva primera aparició cinematogràfica va ser a Brown on Resolution (1935). Durant la Segona Guerra Mundial es va allistar als Irish Guards com el seu pare, però aviat va sofrir una gran lesió en una de les seves cames que li va provocar estar fora de servei. Després de recuperar-se, es va allistar a la Royal Air Force, on es va convertir en aviador i va pujar al rang de sergent.
Va reprendre la seva carrera com a actor a The Rake's Progress (1945) i va ser un locutor habitual de BBC Radio Drama, inclòs el detectiu fictici Paul Temple en algunes sèries Francis Durbridge. Entre les seves aparicions al cinema hi ha el personatge de Cranford a L'home del vestit blanc (1951) i un oficial britànic a Lawrence d'Aràbia (1962). Un dels seus darrers papers fou el d'un altre oficial britànic, Sir George Brown, a la pel·lícula de Tony Richardson The Charge of the Light Brigade (1968). A Espanya li fou atorgat un dels Premis Ondas 1956.
Sovint va interpretar "blusterers", "old duffers" i militars de classe alta, apareixent com a artista convidat en programes de televisió com The Avengers, i tres papers amb Patrick McGoohan a les sèries de televisió Danger Man: els episodis de 1964 "No Marks for Servility" i "Yesterday's Enemies" i l'episodi de 1965 "English Lady Takes Lodgers".

## Vida personal
Marion-Crawford es va casar quatre cops. Poc abans de la Segona Guerra Mundial es va casar amb Jeanne Scott-Gunn, qui li va donar el fill, Harold Francis Marion-Crawford. En 1946 es va casar amb l'actriu Mary Wimbush, qui li va donar un altre fill, Charles. Posteriorment es va casar amb June Elliot i Germaine Tighe-Umbers.
Era un home gran amb una veu molt distintiva, conegut pels seus amics i familiars com "Boney", tenia molt de talent i actuava amb molta facilitat. Els darrers anys de la seva vida tenia mala salut, i va morir a causa de la barreja d'alcohol i de pastilles per dormir el 1969.

## Filmografia selecta
- Me and Marlborough (1935) - paper menor (no acreditat)
- The Guv'nor (1935) - paper indeterminat (no acreditat)
- Brown on Resolution (1935) - Max
- Music Hath Charms (1935) - (no acreditat)
- Agent secret (Secret Agent) (1936) - Karl - Lilli's Fiancé (no acreditat)
- 13 Men and a Gun (1938) - Kramer
- The Spy in Black (1939) - German Officer in Kieler Hof Hotel (no acreditat)
- Night Train to Munich (1940) - SS Officer Checking Passes (no acreditat)
- Freedom Radio (1941) - Kummer
- The Rake's Progress (1945) - Coldstream Guardsman (no acreditat)
- The Phantom Shot (1947) - Sgt. Clapper
- Man on the Run (1949) - 1st Paratrooper
- The Hasty Heart (1949) - Tommy
- Pànic a l'escenari (Stage Fright) (1950) - 1st Chauffeur (no acreditat)
- Mister Drake's Duck (1951) - Maj. Travers
- L'home del vestit blanc (The Man in the White Suit) (1951) - Cranford
- His Excellency (1952) - Tea Shop Proprietor
- Where's Charley? (1953) - Sir Francis Chesney
- Top of the Form (1953) - Dickson
- Els cavallers de la taula rodona (Knights of the Round Table) (1953) - Simon (no acreditat)
- West of Zanzibar (1954) - Wood
- The Rainbow Jacket (1954) - Travers
- Five Days (1954) - Cyrus McGowan
- Othello (1956) - Othello (English version, voice)
- Reach for the Sky (1956) - Woody' Woodhall
- Guerra i pau (War and Peace) (1956) - Prince Bolkonsky (veu, no acreditat)
- The Silken Affair (1956) - Baggott
- The Man in the Sky (1957) - Ingrams
- Ill Met by Moonlight (1957) - British Port Officer (no acreditat)
- Don Kikhot (1957) - Sancho Panza (versió en anglès, veu, no acreditat)
- The Birthday Present (1957) - George Bates
- The Silent Enemy (1958) - Wing Commander
- Gideon's Day (1958) - The Chief
- Next to No Time (1958) - Hobbs
- Virgin Island (US: Our Virgin Island, 1958) - Prescott
- Nowhere to Go (US: Our Virgin Island, 1958) - Mack Cameron (no acreditat)
- Model for Murder (1959) - Inspector Duncan
- Life in Danger (1959) - Major Peters
- L'Índia en flames (North West Frontier) (1959) - Peter's Contact at Kalapur Station (no acreditat)
- Foxhole in Cairo (1960) - British Major
- Carry On Regardless (1961) - Wine-Tasting Organiser
- The Longest Day (1962) - Glider Doctor (no acreditat)
- Lawrence d'Aràbia (Lawrence of Arabia) (1962) - Medical Officer
- Tamahine (1963) - Major Spruce
- Man in the Middle (1963) - Maj. Poole
- El rostre de Fu Manxú (The Face of Fu Manchu) (1965) - Doctor Petrie
- Secrets of a Windmill Girl (1966) - Richard - Productor
- Les núvies de Fu Manxú (The Brides of Fu Manchu) (1966) - Doctor Petrie
- La venjança de Fu Manxú (The Vengeance of Fu Manchu) (1967) - Doctor Petrie
- Smashing Time (1967) - Hall Porter (no acreditat)
- The Charge of the Light Brigade (1968) - Lt. Gen. Sir George Brown
- The Blood of Fu Manchu (1968) - Doctor Petrie
- The Castle of Fu Manchu (1969) - Doctor Petrie
- Avalanche (1969) – (darrera pel·lícula)